# Infekční peritonitida koček

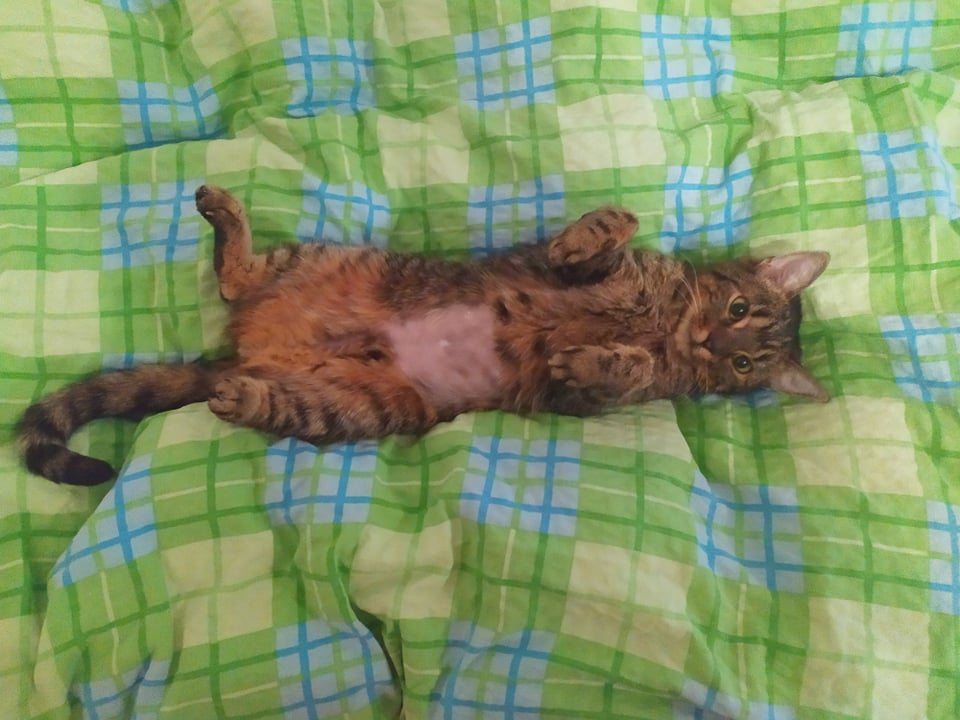
Kočka „Mrijuška“ s mokrou formou FIP po třetím měsíci léčby lékem GS-441524

Infekční peritonitida koček (též felinní infekční peritonitis, anglicky Feline Infectious Peritonitis, odtud běžně používaná zkratka FIP) je závažné infekční virové onemocnění koček způsobené kočičím koronavirem. Postihuje hlavně koťata do dvou let věku a pak staré kočky. V závislosti na úrovni buněčné imunity zvířete existuje onemocnění ve dvou formách:
- efuzivní forma – typická peritonitída (zánět pobřišnice) je charakteristická akumulací žluté viskózní tekutiny tekutin v břiše nebo hrudníku, což může způsobit dýchací potíže. Této tekutině se říká výpotek. Mezi další příznaky patří nedostatek chuti k jídlu, horečka, hubnutí a průjem. Kočky s touto formou se bez léčby dožívají dva až čtyři týdny.
- neefuzivní forma – „bez výpotku v dutině břišní“, četné granulomy v ledvinách, slezině, střevě, mízních uzlinách, případně v mozku a očích. Příznaky jsou stejné jako u mokré FIP, pouze zde není výpotek v dutině břišní, kočka se suchým FIP naopak obvykle vykazuje oční nebo neurologické příznaky jako u žloutenky. Kočky s touto formou se bez léčby dožívají od dvou do šesti měsíců.

## Původce
Původcem onemocnění je virus FIPV z čeledi Coronaviridae, jenž je antigenně, morfologicky i na úrovni genomu téměř nerozlišitelný od enterálního viru koček (FeCV). Tento enterální virus způsobuje jen lehčí průjmy u koťat či respiratorní potíže. Vzhledem k podobnosti těchto dvou virů je správná diagnostika FIP velmi obtížná.

## Vývoj onemocnění lze rozdělit do tří stupňů:
1. Počáteční – kočky trpí periodickou horečkou, letargií, ztrácejí chuť k jídlu a ubývají na váze, mají zhoršenou srst, zrychlené a těžké dýchání. Léčba antibiotiky je neúčinná. V některých případech FIP se mohou objevit klinické příznaky průjmu nebo zácpy. FIP obvykle vede k leukocytóze, zvýšeným neutrofilům, sníženým lymfocytům, zvýšení celkového proteinu v séru, hyperglobulinémií a hypoalbuminemií, hodnoty A:G ≤ 0,6.
2. Střední – spolu s vývojem stavu se výše uvedené příznaky postupně zhoršují, hlavně nechutenství spojené s významným hubnutím, letargie, dále zhoršené dýchání, žloutenka a periodická horečka. Může se spustit chronická neregenerační anémie (HCT ≤24%) a hyperbilirubinémie, moč je zlatožlutá až tmavě žlutá. U efuzivní formy „mokré“ může zvýšený ascites nebo pleurální výpotek způsobit potíže s dýcháním, rozeznatelné tím, že kočka začíná dýchat břichem.
3. Pokročilý – virus dále blokuje funkci imunitních buněk a stav se zhoršuje. Mohou vyvinout další příznaky jako je těžká anémie (HCT ≤ 16% až 14% - vážný stav, doporučuje se krevní transfůze), nestabilní chůze, záněty očí, a ataxie, která může způsobit vážnou ikterickou a hemolytickou anémii. V tomto pozdním stádiu mokré FIP může dojít k nevratnému poškození a vícečetnému selhání orgánů (přibližně 50% koček v tomto stádiu umírá během 1 až 7 dnů po ošetření).

## Léčba
Léčba této nemoci není v České republice dostupná prostřednictvím veterinárních lékařů. Útulky mají ale bohaté zkušenosti s léčbou této nemoci. A lze se dokonce zaregistrovat do skupiny na FB, kde jsou lidé, kteří vyléčili svoji kočku touto neoficiální alternativní cestou pomocí antivirotik. Ve světě (např. USA, Čína) existují experimentální léky založené na nukleosidovém analogu GS-441524 (chemický vzorec: C12H13N5O4), nejznámější z těchto experimentálních léků jsou Mutian (injekčně pod kůži po dobu 12 týdnů nebo tabletky), SAK (injekčně), SHIRE (injekčně nebo tabletky), CureFIP (injekčně), Dr.Cat (injekčně), HERO (injekčně), Pine (injekčně) a Spark (injekčně).